# Cá voi sát thủ
Cá voi sát thủ, còn gọi là cá heo đen lớn hay cá hổ kình (danh pháp hai phần: Orcinus orca) là một loài cá heo thuộc phân bộ cá voi có răng, họ hàng là cá heo đại dương. Đây là phân loài cá heo lớn nhất trong họ. Cá voi sát thủ sống tại tất cả các đại dương trên thế giới, từ Bắc Băng Dương và vùng châu Nam Cực cho đến các vùng biển nhiệt đới ấm áp.
Cá voi sát thủ linh hoạt, nhanh nhẹn và là một loài động vật ăn thịt thông minh. Một số ăn cá, một số săn các loài thú biển như sư tử biển, hải cẩu, cá voi và cả loài cá mập trắng lớn cũng là nạn nhân của nó. Nó là loài săn mồi đỉnh cao ở đại dương và không có kẻ thù tự nhiên xứng tầm nào ngoài con người. Có thể có đến 5 loại cá heo voi khác nhau, một số có thể tách thành các giống, phụ thậm chí là tách thành loài riêng biệt. Cá voi sát thủ là loài có tổ chức xã hội cao, một số theo chế độ mẫu hệ, bền vững hơn bất kì loài thú nào khác, tất nhiên là trừ loài người. Cách cư xử xã hội phức tạp, kỹ thuật săn mồi, âm thanh giao tiếp của cá heo voi được coi là một nét văn hóa của chúng.
Tuy cá voi sát thủ không phải loài nguy cấp, một số quần thể cục bộ được coi là bị đe dọa hoặc ở tình trạng nguy cấp do ô nhiễm, sự suy giảm của con mồi, xung đột với các hoạt động đánh cá và tàu bè, mất môi trường sống,... Cá voi sát thủ hoang dã thường không được xem là mối đe dọa đối với con người. Tuy nhiên, có một số ghi nhận cá biệt về cá heo voi trong môi trường nuôi nhốt tấn công người điều khiển tại các thủy cung.

## Tên gọi
Orca thường được gọi là "cá voi sát thủ" (killer whale) vì các thủy thủ thời xưa từng chứng kiến chúng săn các loài cá voi lớn hơn chúng. Kể từ những năm 1960, thuật ngữ “orca” ngày càng được sử dụng phổ biến thay cho “killer whale”.
Mặc dù một số nguồn cho rằng Orcinus có nghĩa là “thuộc về cõi chết”, Ủy ban Quốc tế về Danh mục Động vật học (ICZN) cho biết tên gọi "orca" bắt nguồn từ tiếng Latinh orca, có nghĩa là “cái chum to phùng phình”. Tên Orcinus là dạng thêm hậu tố giống đực vào từ đó. Người La Mã cổ đại đã dùng từ orca (số nhiều: orcae) để gọi những loài này, và có thể họ đã mượn từ tiếng Hy Lạp cổ đại ὄρυξ (óryx), dùng cho nhiều loài cá voi, có cả kỳ lân biển (narwhal).
Chúng đôi khi cũng được gọi là “cá đen” (blackfish), một thuật ngữ dùng chung cho một số loài thuộc bộ cá voi. Trong lịch sử, “grampus” cũng từng là một tên gọi khác của loài này, tuy nhiên hiện nay hiếm khi còn được sử dụng. Cần lưu ý rằng cách dùng này không nên nhầm lẫn với chi Grampus, vốn chỉ bao gồm cá heo Risso (Grampus griseus).

## Phân loại và tiến hoá

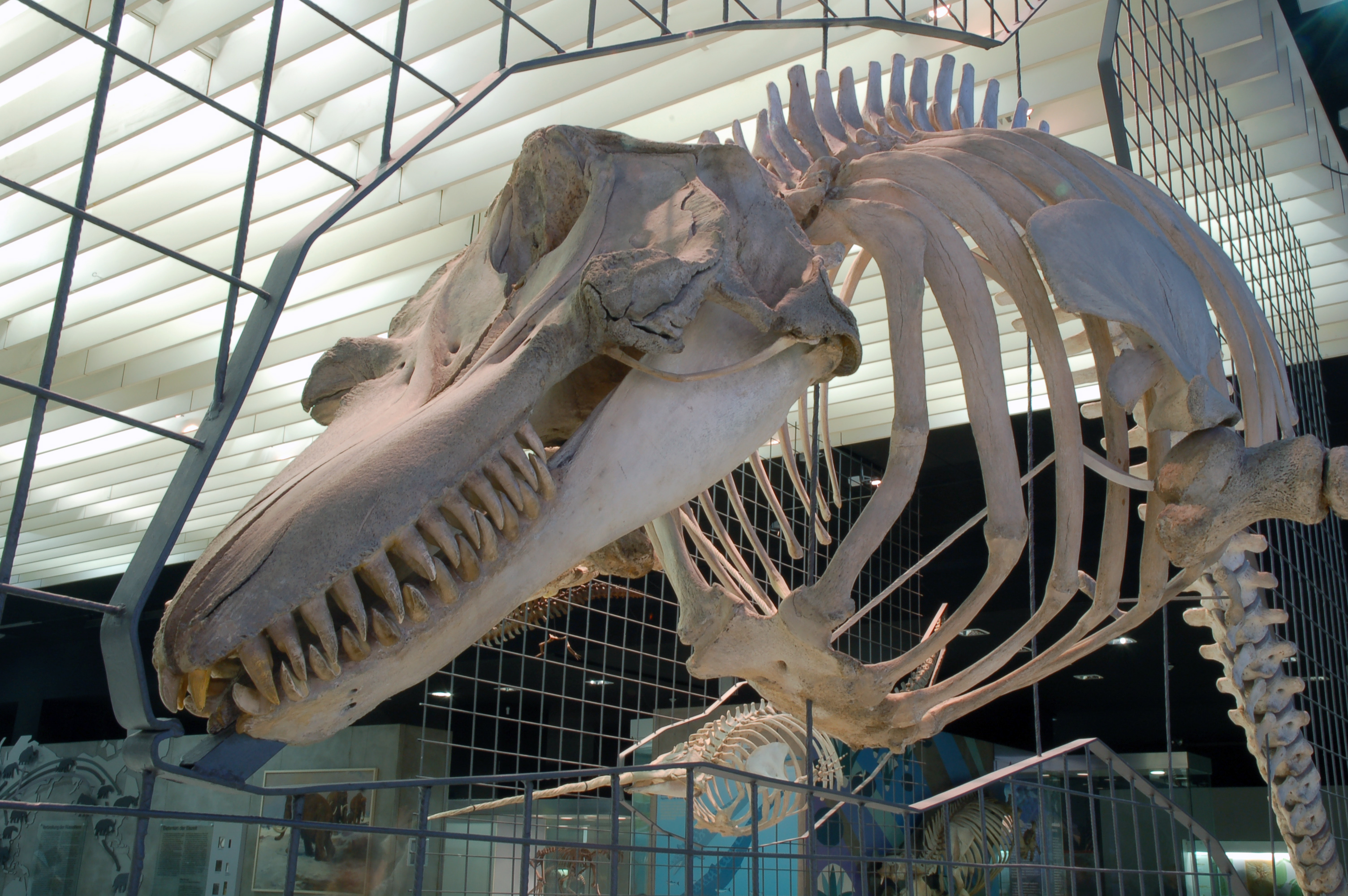
Bộ xương cá voi sát thủ tiền sử

Cá voi sát thủ được ghi nhận là loài duy nhất còn tồn tại của chi Orcinus. Một trong những loài đầu tiên được miêu tả bởi Carl Linnaeus trong cuốn Systema Naturae. Conrad Gessner đã viết những mô tả khoa học đầu tiên về loài cá heo voi trong cuốn "Fish Book" năm 1558, dựa trên nghiên cứu từ xác của những con cá voi bị mắc cạn tại vịnh Greifswald.
Cá voi sát thủ là một trong 35 loài trong Họ Cá heo đại dương, những loài mà đã khởi phát từ khoảng 11 triệu năm trước. Nòi giống cá heo voi có lẽ phân nhánh sớm ngay sau đó. Mặc dù nó có điểm tương đồng về hình thái học với Cá hổ kình lùn (Feresa attenuata), Cá ông chuông (Pseudorca crassidens), Chi Cá voi hoa tiêu (Globicephala), nhưng nghiên cứu về trình tự gien Cytochrome b thực hiện bởi Richard LeDuc chỉ ra rằng họ hàng gần gũi nhất còn tồn tại là loài cá heo thuộc chi Orcaella.

## Các loại
Ba đến năm loại cá voi sát thủ có lẽ đủ khác biệt để có thể phân chia chúng thành các giống, phân loài hay thậm chí là loài riêng biệt. Báo cáo năm 2008 của IUCN: "Nguyên tắc phân loại của chi này cần được phải xem xét lại, có khả năng là O. orca sẽ bị chia thành các loài khác nhau hay ít nhất là phân loài trong vài năm tới". Mặc dù những khác biệt lớn trong đặc điểm sinh thái học của các nhóm cá heo voi khác nhau là phức tạp nhưng chúng chỉ được đơn giản chia thành các loại khác nhau. Trong thập niên 1970 và 1980, nghiên cứu bờ biển phía tây Canada và Hoa Kỳ đã chỉ ra ba loại cá heo voi sau đây:
- Loại định cư: Đây là loại thường thấy nhất trong ba loại tại những vùng bờ biển Đông bắc Thái bình dương bao gồm cả Puget Sound. Thực đơn chủ yếu của chúng là cá, đôi khi là mực. Chúng sống trong các nhóm gia đình có liên kết chặt chẽ và phức tạp.[20] Đặc trưng của những con cái là tại đỉnh góc nhọn của vây lưng được bo tròn.[21] Chúng chỉ đến thường xuyên ở những khu vực nhất định. Tại bang British Columbia và tiểu bang Washington là nơi nghiên cứu nhiều về loài động vật biển có vú. Trong hơn 30 năm, các nhà nghiên cứu đã xác định và đặt tên cho hơn 300 con cá heo voi.[22]
- Loại di cư: Loại cá voi sát thủ này hầu như chỉ ăn các loài thú biển,[23][24] di chuyển theo từng nhóm từ 2 đến 6 cá thể, mối quan hệ gia đình cũng kém bền hơn "Loại định cư".[25] Âm phát ra của loại này ít biến thiên và kém phức tạp.[26] Đặc trưng của những con cái là vây lưng vát tam giác hơn và mũi vây lưng nhọn hơn so với "loại định cư"[21] Loại định cư có vùng da màu xám hoặc màu trắng xung quanh vây lưng thường chứa một số chấm màu đen trong đó, còn loại di cư thì tại vùng da đó thì có màu xám đồng nhất.[21] Loại di cư lang thang dọc khắp bờ biển. Một vài cá thể được tìm thấy ở cả Nam Alaska và California.[27]
- Loại xa bờ: Loại này được phát hiện năm 1988 ở vùng Đông Bắc Thái Bình Dương, khi một nhà khoa học nghiên cứu cá voi lưng gù đã quan sát thấy chúng ở vùng nước mở. Chúng sống ở ngoài khơi xa, thức ăn chủ yếu là các loài cá sống theo đàn,[28] cá mập[29][30] và rùa biển. Chúng thường bị bắt gặp ở vùng bờ biển phía Tây Đảo Vancouver, gần đảo Haida Gwaii. Loại này thường tập trung thành những nhóm khoảng 20-75 cá thể, có những nhóm lớn lên tới khoảng 200 cá thể.[31] Những hiểu biết về loại này hiện nay là rất hạn chế. Về mặt di truyền học, chúng khác biệt so với loại di cư và loại định cư. Kích cỡ của loại này nhỏ hơn, đặc trưng con cái của loại này là có đỉnh vây lưng tròn hơn loại định cư và loại di cư.[24]

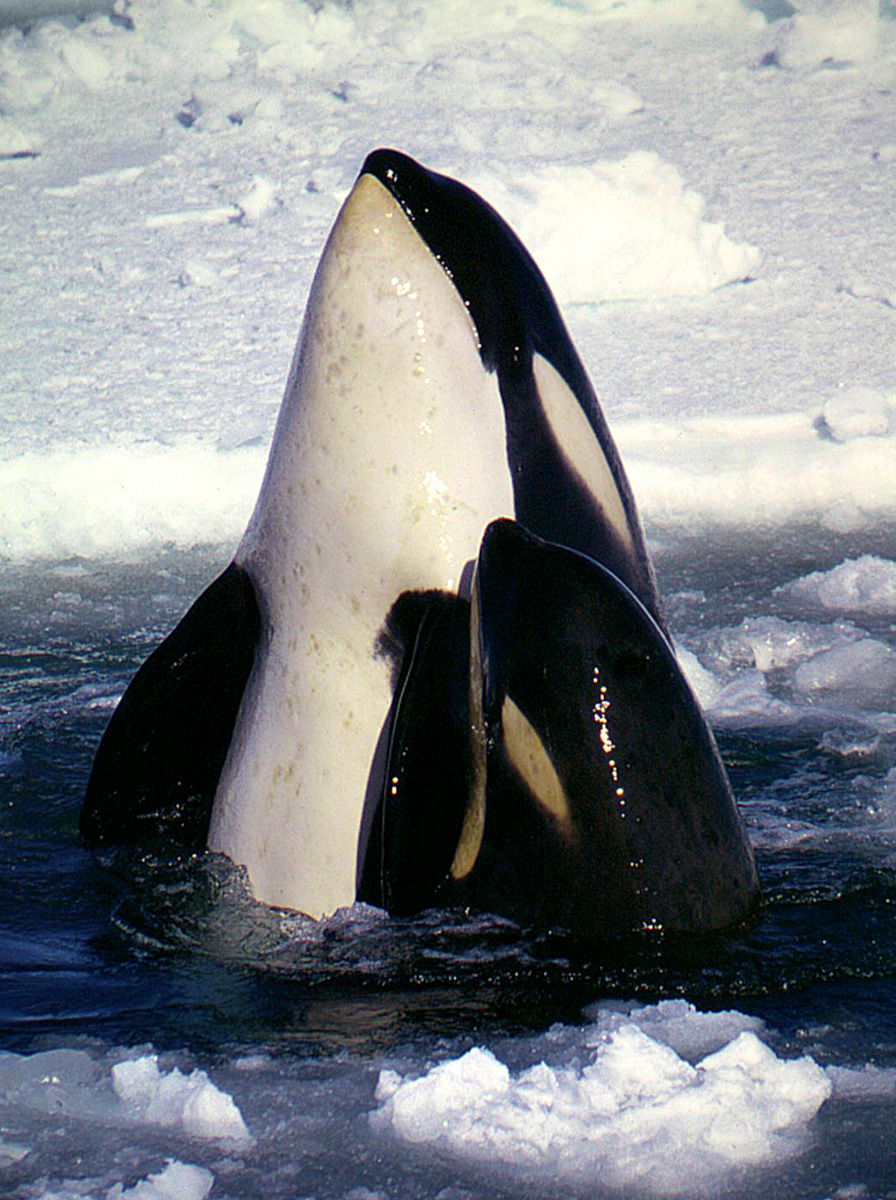
Cá voi sát thủ loại C tại Biển Ross: Mảng đốm trắng nghiêng chéo ở mắt.

Loại cá voi sát thủ di cư và loại định cư sống trong cùng một vùng nhưng luôn tránh nhau. Cái tên di cư xuất phát từ niềm tin cho rằng chúng là những cá thể tự tách ra khỏi những đàn định cư lớn. Nhưng những nghiên cứu sau này chỉ ra rằng loại di cư không sinh ra từ những đàn định cư và ngược lại. Sự tiến hóa của hai loại này được cho rằng bắt đầu cách đây 2 triệu năm trước. Phân tích gen hiện tại cũng cho thấy chúng ít ra cũng không có quan hệ giao phối lẫn nhau khoảng 10.000 năm.
Các quần thể khác cũng chưa được nghiên cứu. Quần thể riêng rẽ ăn cá và động vật biển có vú đã được nhận diện tại xung quanh nước Anh. Lối sống thể hiện chế độ ăn uống của chúng: Những con cá heo voi ăn cá tại Alaska và Na Uy không di trú, trong chúng tồn tại như 1 kết cấu xã hội. Trong khi những con cá heo voi ăn động vật biển có vú tại Argentina và Quần đảo Crozet có hành vi sống giống loại di cư hơn.
Ba loại cá voi sát thủ đã được ghi nhận trong các nghiên cứu tại Nam Cực. 2 loài lùn có tên Orcinus nanus và Orcinus glacialis đã được mô tả bởi các nhà khoa học Xô Viết trong suốt thập niên 1980, nhưng hầu hết các nhà khoa học về động vật có vú dưới nước nghi ngờ về tình trạng của chúng, và khó để liên kết chúng với một trong những loại mô tả dưới đây:

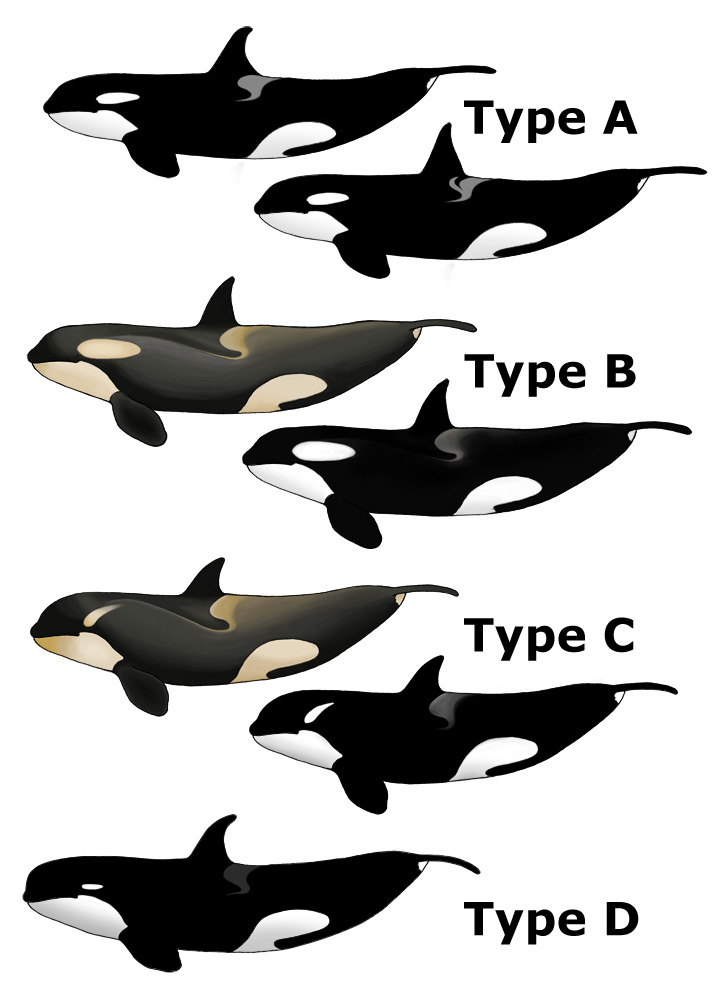
Một số biến thể mẫu của cá hổ kình

- Loại A: Được coi là loại cá voi sát thủ "điển hình". Có hình thể lớn, da đen và có những mảng đốm trắng. Mảng đốm trắng quanh mắt có kích cỡ trung bình. Sống tại những vùng nước thoáng, thức ăn chủ yếu là cá voi Minke.[17]
- Loại B: Nhỏ hơn loại A. Chúng có mảng đốm trắng quanh mắt lớn. Hầu hết thay vì những phần da trên cơ thể có màu đen chúng lại có màu xám vừa, có mảng màu xám tối gọi là "dorsal cape"[42] kéo dài từ trán đến sau vây lưng. Những mảng đốm trắng lại có màu vàng nhạt. Thức ăn chủ yếu là hải cẩu.[17]
- Loại C: Là loại nhỏ nhất, sống trong những nhóm lớn hơn những loại khác. Mảng đốm trắng ở mắt có xu hướng trúc xuống phía trước. Giống loại B, chúng có màu trắng và xám vừa, có dải "dorsal cape" màu xám tối và các đốm màu vàng nhạt. Chỉ quan sát thấy chúng săn loại cá tuyết Nam Cực.[17]
- Loại D: Được nhận dạng dựa trên các bức ảnh chụp được từ vụ mắc cạn hàng loạt năm 1955 tại New Zealand và sáu quan sát trên biển năm 2004. Nó có thể nhận biết dễ dàng qua đốm trắng rất nhỏ nằm cạnh mắt, có vây lưng ngắn hơn thông thường và đầu hơi phồng ra (giống cá voi hoa tiêu). Phạm vi khu vực xuất hiện của chúng khoảng vĩ độ 40°S và 60°S xung quanh vùng nước hạ nam cực. Mặc dù không có dữ liệu về chế độ ăn uống của chúng, nhưng được cho rằng thực đơn của chúng có bao gồm cá vì có các bức ảnh chụp được các đàn này bơi xung quanh lưới quét của các tàu đánh bắt cá răng Patagonia.[43][44]

Loại B và loại C sống gần vùng nước đóng băng, tảo silic có thể là nguyên nhân tác động đến sự xuất hiện màu đốm vàng ở cả hai loại. Kiểm tra DNA ty thể chứng minh cho sự chia tách này mới chỉ diễn ra trong khoảng thời gian gần.

## Ngoại hình và hình thái học

Giải phẫu nội tạng cá voi sát thủ

Một con cá voi sát thủ điển hình luôn có màu đen trên lưng, đốm trắng ở ngực và sườn bên, và 1 mảng đốm màu trắng nằm trên, đằng sau đuôi mắt. Những con non mới sinh có màu vàng hoặc cam nhạt, khi lớn sẽ dần dần chuyển sang màu trắng. Nó có cơ thể nặng nhưng mạnh mẽ, với 1 vây lưng lớn cao đến 2 m. Vùng đằng sau vây tay có màu xám tối chạy dài đến lưng. Lưng cá voi sát thủ Nam Cực có màu trắng đến xám nhạt.
Cá voi sát thủ trưởng thành rất khác biệt và không thể lẫn với bất kì sinh vật biển nào. Khi quan sát từ xa, những con chưa trưởng thành có thể bị nhầm lẫn với loài thuộc bộ cá voi, như cá ông chuông hay cá heo Risso. Răng cá heo voi rất khỏe và được bọc men răng, bộ hàm của chúng là bộ máy có khả năng kẹp mạnh mẽ, những chiếc răng hàm trên lấp đầy chỗ trống giữa các răng hàm dưới khi khép miệng. Những chiếc răng cửa có xu hướng nghiêng nhẹ về phía trước và bên ngoài, do đó cho phép nó chịu được động tác giật mạnh từ con mồi trong khi các răng giữa và răng hàm giữ chắc con mồi tại chỗ.
Cá voi sát thủ là thành viên lớn nhất hiện còn tồn tại của họ cá heo. Con đực thông thường dài từ 6–8 m, nặng hơn 6 tấn (khoảng 5,9-6,5 tấn). Con cái nhỏ hơn, thường dài 5–7 m, nặng khoảng 3-4 tấn. Con đực lớn nhất được ghi nhận có chiều dài 9,8 m, nặng hơn 10 tấn; trong khi con cái lớn nhất là 8,5 m, nặng 7,5 tấn. Con non mới sinh nặng khoảng 180 kg, dài khoảng 2,4 m. Chúng là loài động vật biển có vú di chuyển nhanh nhất, tốc độ có thể đạt tới 56 km/h. Bộ xương cá voi sát thủ cho thấy chúng có đặc điểm cấu trúc điển hình của Họ cá heo đại dương, nhưng mạnh mẽ hơn. Lớp da của nó không giống như nhiều loài cá heo khác, mang đặc trưng của lớp da phát triển tốt với mạng lưới dày đặc của sợi protein collagen và sợi cơ bắp to khoẻ.

## Vòng đời

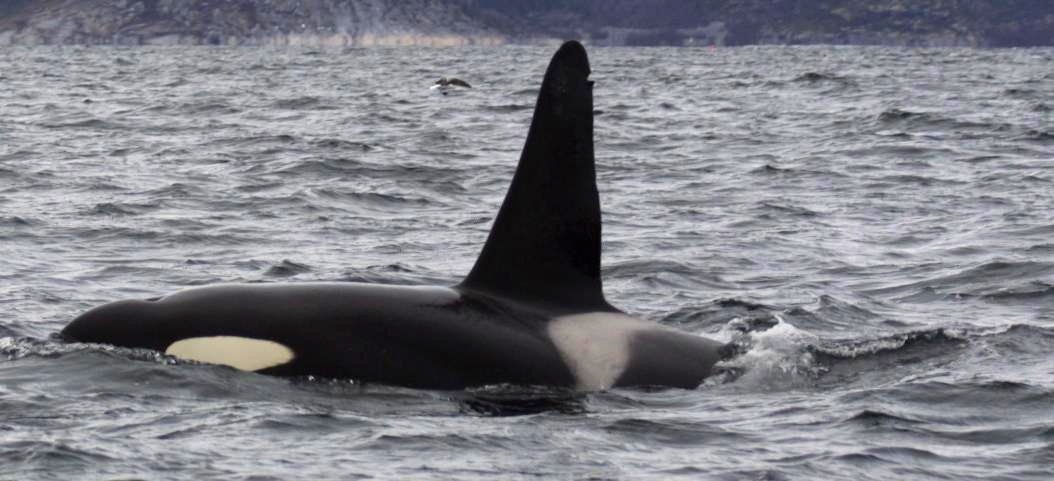
1 con cá voi sát thủ trưởng thành mang đặc trưng vây lưng lớn bơi tại vùng nước gần Tysfjord, Na Uy.

Cá voi cái trưởng thành ở tuổi 15, sau đó chúng bước vào thời kỳ của chu kỳ động dục và thời kỳ không có chu kỳ vào khoảng giữa 3-16 tháng. Thời gian mang thai từ 15-18 tháng.
Để tránh giao phối cận huyết, con đực và con cái kết đôi từ đàn khác. Con mẹ đang nuôi con, luôn chỉ có một con con duy nhất, khoảng một con trong 5 năm.
Con cái sinh sản đến khoảng 40 tuổi, nghĩa là trung bình vòng đời chúng nuôi năm con non. Tuổi thọ trung bình của những con cái là khoảng 50 tuổi, tối đa có thể lên tới 80-90 tuổi. Một con cái mang tên Granny (J2) được ước đoán khoảng 103 tuổi.
Con đực trưởng thành sinh lý ở độ tuổi 15, nhưng thường giao phối ở độ tuổi 21. Tuổi thọ trung bình của những con đực là khoảng 29 tuổi, tối đa là 50-60 năm. một con đực có tên Old Tom xuất hiện mọi mùa đông tại New South Wales, Australia khoảng từ thập niên 1840 đến 1930 có độ tuổi khoảng 90.

## Phạm vi và môi trường sống
Cá voi sát thủ đã được tìm thấy ở tất cả các đại dương và hầu hết các biển. Bởi phạm vi sống rộng lớn của chúng, số lượng, mật độ, đánh giá phân bố của chúng là rất khó, nhưng rõ ràng chúng thích ở những vùng nước vĩ độ cao và tầng nước trên cùng.
Hệ thống khảo sát cho thấy mật độ cao nhất của cá heo voi (>0,4 cá thể/100 km ²) ở vùng biển đông bắc Đại Tây Dương xung quanh bờ biển Na Uy, ở phía bắc Thái Bình Dương dọc theo quần đảo Aleut, Vịnh Alaska và ở vùng Nam Đại Dương nằm ở xa Châu Nam Cực.

## Săn mồi
Cá voi sát thủ là loài động vật ăn thịt đầu bảng, tức là bản thân chúng không có kẻ thù ngoài tự nhiên. Chúng có thể ăn những con cá nhỏ, nhưng cũng có thể ăn những con cá voi con và cả loài cá mập trắng lớn, vốn là loài cá hung dữ nhất đại dương. Bằng cách săn mồi theo bầy (thường là cả một gia đình gồm 3-5 con hoặc thậm chí là hai gia đình cùng kết hợp), chúng tách con cá voi con ra khỏi cá voi mẹ và liên tục dùng các cú húc đầu khủng khiếp tấn công cá voi con cho đến khi cá voi con tử vong. Cá voi sát thủ có đặc điểm là được trang bị 50 cái răng sắc nhọn , tuy nhiên, chúng không đủ để cắn được lớp mỡ và da dày của cá voi con, vì vậy chúng ăn phần dễ bị tổn thương nhất của cá voi, đó là cái lưỡi giàu protein và cũng ăn hết thịt con mồi, và cũng được ghi nhận săn bắt cá mập trắng lớn, và dường như nhằm đến lá gan con mồi.. Chúng tìm cách lật ngửa cá mập trắng lớn để khiến con mồi bất tỉnh tạm thời và cắn vào vây và dưới bụng ở vị trí lá gan. Trong cuộc chiến săn mồi, các con cá voi cái lại là những cá thể ở giữa vòng vây và làm nhiệm vụ vất vả hơn những con cá voi đực. Cá voi đực có cái vây dài và nhọn hơn cá voi cái.
Khi gặp cá voi: Tách cá voi mẹ và cá voi con ra, dùng những cú húc đầu mạnh vào cá voi con, dìm cá voi con xuống để không cho cá voi con thở dẫn đến tử vong. Khi gặp cá mập: Chúng húc đầu vào thân cá mập làm cho con cá mập lật ngửa, cá mập sẽ không thể có tác động gì khi ở tư thế ngửa, rồi cá voi sát thủ chỉ cần cắn con cá mập đến chết. Khi gặp cá đuối: Dùng những cú quật đuôi, làm cho con cá đuối bất tỉnh, đồng thời gai độc của cá đuối sẽ bị gãy, cá voi chỉ cần ăn. Khi gặp sư tử biển, chúng bơi với tốc độ 56 km/h vào bờ rồi cắn con sử tử biển, rồi nó sau đó quay lại đại dương và ăn xác con mồi. Khi gặp hải cầu trên băng, chúng không thể húc đầu vào băng, vì vậy chúng cùng đồng loạt bơi và tạo sóng làm vỡ băng. Sau đó chúng ăn hải cầu.